# Kate DiCamillo

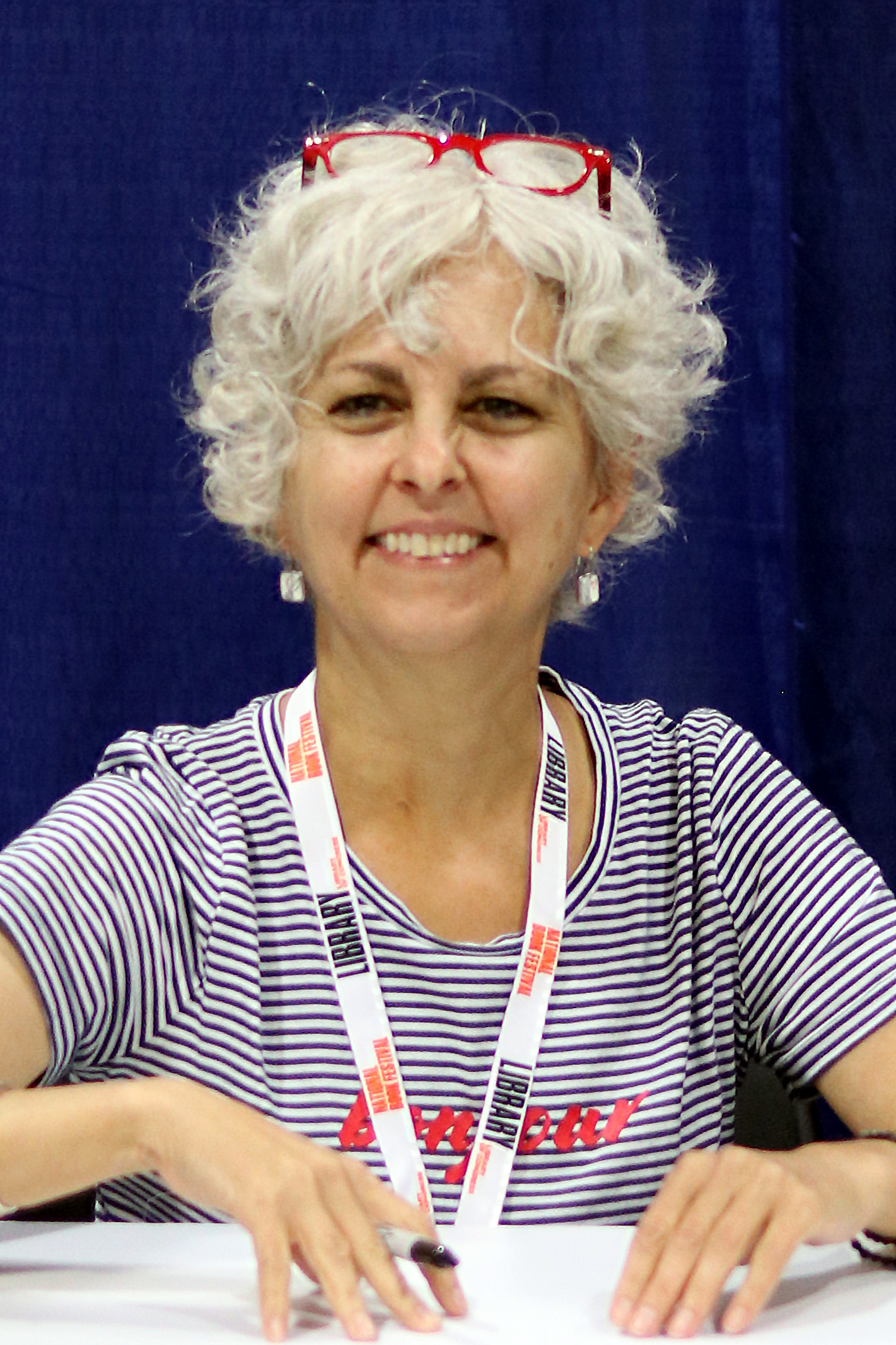
Kate DiCamillo (2018)

Katrina Elizabeth „Kate“ DiCamillo (* 25. März 1964 in Philadelphia) ist eine US-amerikanische Schriftstellerin, die vor allem für ihre preisgekrönten Kinderbücher bekannt ist.

## Leben
Als Kate DiCamillo fünf Jahre alt war, verließ ihr Vater die Familie. Mit diesem Verlust hat sie bis heute zu kämpfen. Sie studierte englische Literatur in Florida und lebt heute als freie Schriftstellerin in Minneapolis. Mit ihren ersten beiden preisgekrönten Kinderbüchern Winn-Dixie und Kentucky-Star gelang ihr der internationale Durchbruch. Für Despereaux – Von einem, der auszog das Fürchten zu verlernen wurde die Autorin 2004 mit der Newbery Medal geehrt. Das Buch, das 2005 für den Deutschen Jugendliteraturpreis nominiert war, diente als Grundlage für den Kinofilm Despereaux – Der kleine Mäuseheld. 2019 wurde DiCamillo mit der Regina Medal ausgezeichnet.
Ebenfalls mit der Newbery Medal wurde Flora und Ulysses – Die fabelhaften Abenteuer ausgezeichnet. Das Kinderbuch wurde 2021 unter dem Titel Flora & Ulysses für Disney+ verfilmt.

## Werke (Auswahl)
- Because of Winn-Dixie. 2000 (dt. Sabine Ludwig: Winn-Dixie. Cecilie Dressler Verlag 2001, ISBN 3-7915-2791-6; Dt. Taschenbuch, 2003, ISBN 3-423-70771-2)

LesePeter Januar 2004
- The Tiger Rising. 2001 (dt. Sabine Ludwig: Kentucky 2-4;  Taschenbuch. 2004, ISBN 3-423-70875-1)
- The Tale of Despereaux. 2003, illust. Timothy Basil Ering (dt. Sabine Ludwig: Despereaux – Von einem der auszog, das Fürchten zu verlernen. Dressler, 2004, ISBN 3-7915-2799-1; Taschenbuch. 2005, ISBN 3-423-70953-7)

Newbery Medal 2004
Buch des Monats (Institut für Jugendliteratur) Mai 2004
Eule des Monats (Bulletin Jugend & Literatur) März 2004
LUCHS März 2004
- The Miraculous Journey of Edward Tulane, 2006, illust. Bagram Ibatoulline (dt. Siggi Seuß: Die wundersame Reise von Edward Tulane. Dressler, 2006, ISBN 3-7915-2802-5)

Die besten 7 März 2006
LesePeter September 2007
- Great Joy. 2007, illust. Bagram Ibatoulline (dt. Eine große Freude. Jacoby & Stuart, 2010, ISBN 978-3-941787-01-8)
- The Magician's Elephant. 2009, illust. Yoko Tanaka (dt. Sabine Ludwig: Der Elefant des Magiers. Taschenbuch. 2010, ISBN 978-3-423-76002-7)
- Little Miss Florida. Dtv, 2020, ISBN 978-3-423-71848-6
- Louisianas Weg nach Hause. Dtv, 2020, ISBN 978-3-423-76287-8.
- The Beatryce Prophecy. Walker, London 2021, ISBN 978-1-5295-0089-9.